# Gasthaus Walther Rathenau Straße 1
Das ehemalige Gasthaus Walther-Rathenau-Straße 1, Ecke Bahnhofstraße im niedersächsischen Nordenham im Landkreis Wesermarsch stammt vom Anfang des 20. Jahrhunderts.

Aktuell (2023) wird es als Wohnhaus, Physiopraxis und gewerblich genutzt.
Das Gebäude steht unter Denkmalschutz (siehe auch Liste der Baudenkmale in Nordenham).

## Beschreibung
Das zweigeschossige verputzte Gebäude mit Mansarddach mit mehreren Gauben, dem rechten Giebel mit Eingang, Krüppelwalmdach und dem halbrunden Erker und dem geschwungenen Giebelrisalit zur Bahnhofstraße mit Balkon über einem Vorbau sowie dem Traufgesims und den rechteckigen und rundbogigen Fenstern wurde 1911 gebaut. Es diente längere Zeit als Gasthaus.
Das Landesdenkmalamt befand zur Bedeutung: „… geschichtlich, städtebaulich …“